# 地質学の歴史
地質学の歴史（ちしつがくのれきし）では、自然科学の一分野である地質学の発展の歴史について述べる。地質学とは、地球の起源、歴史、構造を科学的に研究する学問である。

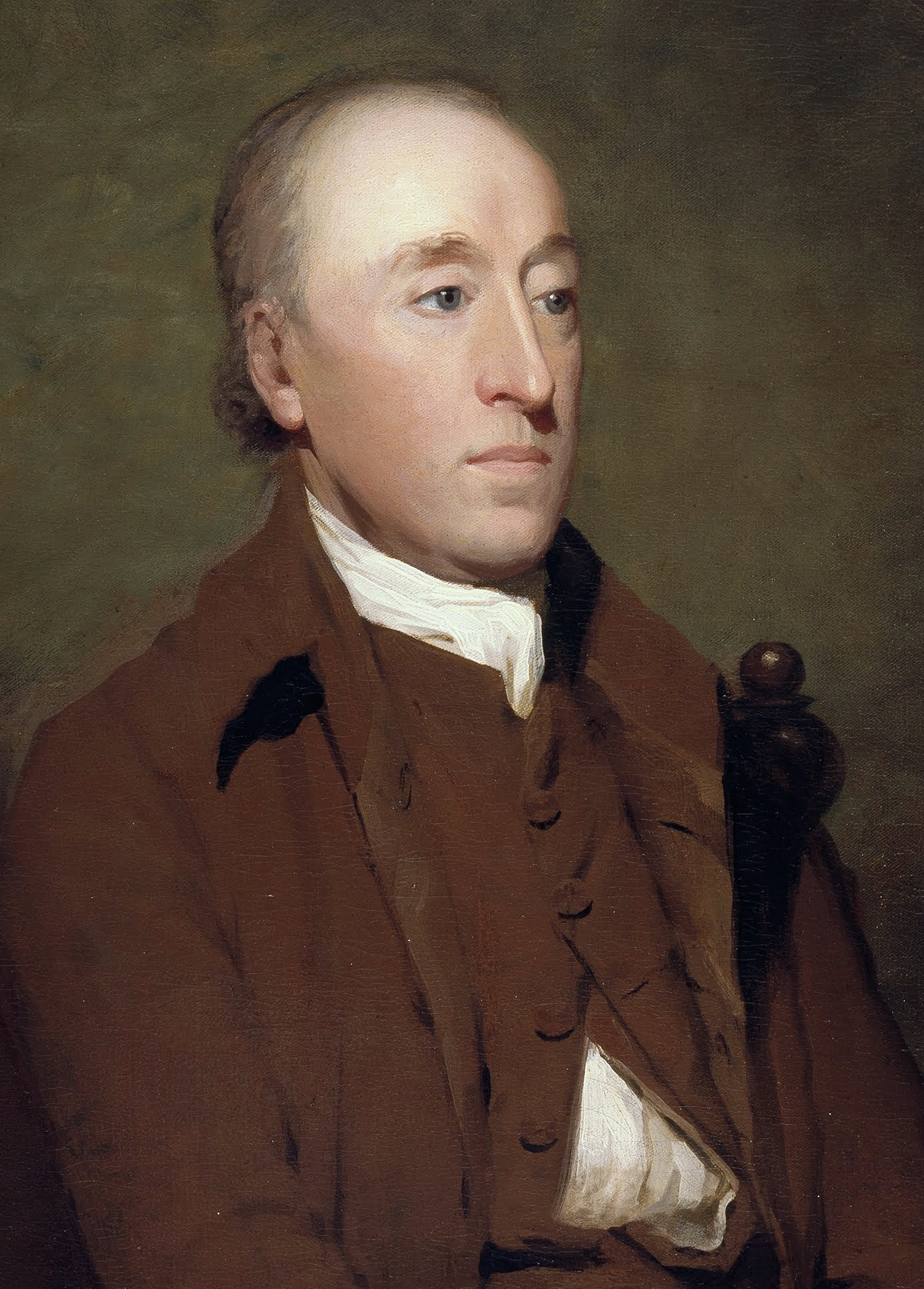
スコットランド人のジェームズ・ハットンは近代地質学の父といわれている。

## 古代

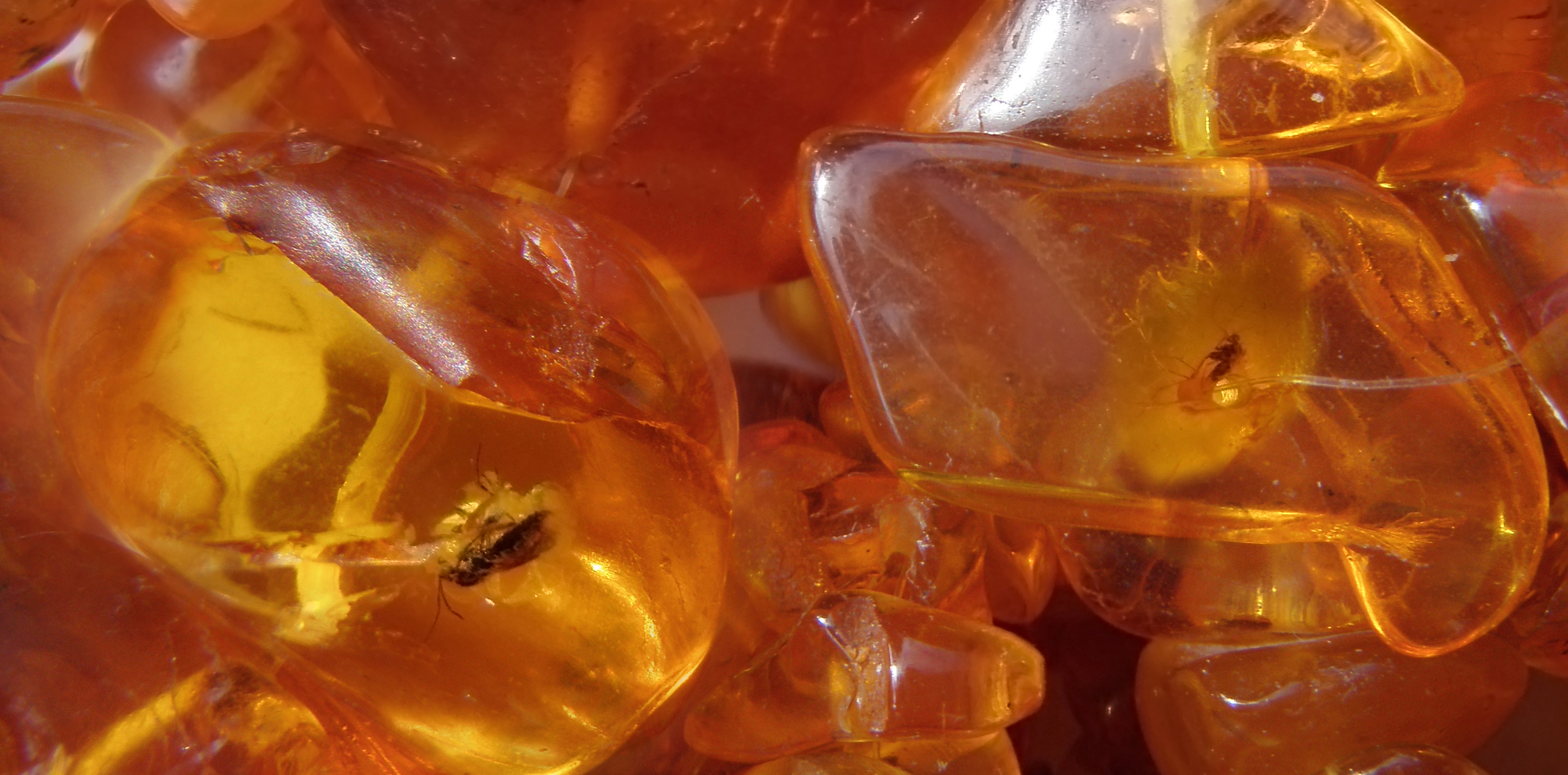
このバルト海の琥珀のネックレスの蚊とハエは、4000万年前から6000万年前のものである。

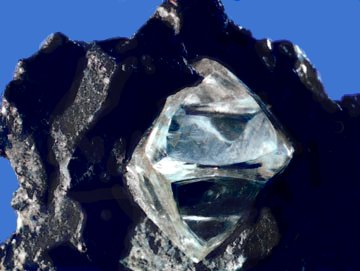
石基中にあるこのダイヤモンドの原石のやや奇形の八面体の形は、鉱物の典型である。光沢のある面はこの結晶が初生鉱床であることを示している。

最初の地質学的思考のいくつかは、地球の起源についてであった。古代ギリシャでは、地球の起源に関する主要な地質学的概念がいくつか発展した。さらに紀元前4世紀にアリストテレスは地質学的変化の遅い速度を批判的に観察した。彼は土地の組成を観察し、地球は遅い速度で変化し、この変化は1人の人間の一生の間には観察することができないという理論をたてた。アリストテレスは地球が物理的に変化する速度に関して、地質学的領域とつながる最初の証拠に基づく概念の1つを開発した。
しかし、リュケイオンの後継者である哲学者テオプラストスは著書『石について』で古代における最大の進歩を示した。彼はアテネ近郊のラウリウムのような地元の鉱山からさらに離れた場所でとれる多くの鉱物と鉱石について記述している。大理石や石灰岩のような建築材料の類いについても当然のように論じており、鉱物の特性を硬度などの特性により分類することを試みた。
そのずっと後のローマの時代に、大プリニウスはそのとき実用的な目的で広く使われていた多くの鉱物と金属についての広範な議論を作り出した。彼は破片の中に閉じ込められた昆虫を観察することにより、木から化石化した樹脂として琥珀の起源を正確に認識した1人である。ダイヤモンドが八面体になる傾向を認識することにより、結晶学の基礎も築いた。

## 中世
ビールーニー (AD 973–1048) は、インドの地質学上最も初期のものを含む著作を書き、インド亜大陸がかつて海だったという仮説を立てたイスラム教徒の地質学者の1人であった。
ペルシアの博学者であったイブン・シーナー (アヴィセンナ, AD 981–1037) は、Ikhwan AI-Safaなどの自然哲学者と同じく地質学や自然科学（彼はAttabieyatと呼んでいた）に重大な貢献をした。『治癒の書』という題の百科事典的著作を書き、その中の第2部第5節にはアリストテレスの鉱物学と気象学に対する解説が6つの章（山の形成、雲の形成における山の利点、水源、地震の起源、鉱物の形成、地球の地勢の多様性）に分かれて含まれている。
中世の中国で最もおもしろい博物学者の1人は、その時代に多くの学問分野に手を出していた博学者の沈括である。地質学においては、地形学の理論を立てた博物学者の1人である。これは堆積物の隆起、土壌侵食、シルトの堆積や太平洋から数百マイル離れた太行山脈における海の化石の観察に基づいている。また、陝西省の北部の乾燥した気候である延州（現在の延安）近くで地下に保存された状態で発見された古代の石化した竹を観察したことにより、徐々に気候が変動しているという理論を立てた。土地が形成される過程についての仮説を立てた。海から数百マイル離れた山の地質学的地層にある化石となった殻の観察により、土地が山の浸食とシルトの堆積により形成されたと推測した。

## 17世紀

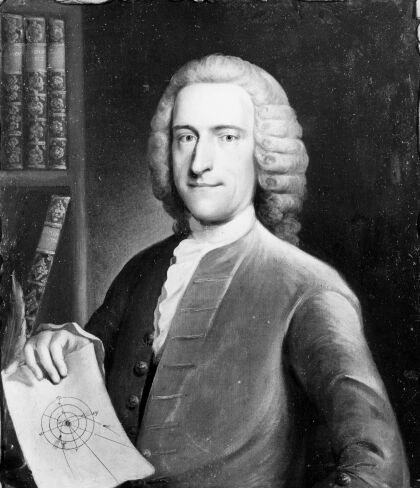
ホイストンの肖像画と、『地球の新説』に書かれている彗星天変地異説の説を示す図

地質学が飛躍的に発展したのは17世紀になってからである。このとき、地質学は自然科学の世界で独自の存在になった。キリスト教の世界では聖書の異なる翻訳には聖書のテクストの異なるバージョンが含まれていることが発見された。全ての解釈で一貫していたのは、大洪水が世界の地質・地理を形成したということであった。聖書の信憑性を証明するために、人々は大洪水が実際に起こったことを科学的な証拠で証明する必要性を感じた。このようなデータに対する欲求が高まったことで、地球の組成の観察が増え、化石の発見につながった。地球の組成への関心が高まった結果、理論は大洪水の概念を支持するように操作されたが、地球の組成への関心が高まるという真の成果が得られた。17世紀はキリスト教の信仰が強かったため、最も広く受け入れられた地球の起源の説は、ウィリアム・ホイストンが1696年に発表した『地球の新説』であった。ホイストンはキリスト教の推論を用いて、大洪水が起きたことおよび洪水が地球の岩石層を形成したことを「証明」した。
17世紀には、地球の起源に関する宗教的・科学的憶測が地球への関心をさらに高め、地球の地層のより体系的な同定技術をもたらした。地球の地層は、全体としてほぼ同じ組成を持つ岩石の水平層と定義することができる。この科学の重要な先駆者はニコラウス・ステノである。ステノは科学に関する古典的なテキストで教育されていたが、1659年までに自然界の一般的な知識に対して真剣に疑問を呈していた。重要なのは、化石が地中で成長したという考えや岩石形成の一般的な説明に疑問を呈したことである。ステノの調査とその後のこれらのテーマに関する結論により、学者たちにより現代の層序学と地質学の創始者の1人と考えられている。（ステノは成人するとカトリックとなり、最終的には司教となり、1988年に教皇ヨハネ・パウロ2世により列福された。そのためBlessedが頭につけて呼ばれることもある）

## 18世紀
このような地球の自然とその起源に対する関心の高まりにより、鉱物や地殻の他の構成要素への関心が高まった。さらに、18世紀半ばから終わりにかけてヨーロッパでは鉱業の経済的重要性が高まっていたため、鉱石とその自然分布に関する正確な知識を持つことが重要になった。学者たちは地球の構成を体系的に研究するようになり、土地だけでなく商業的価値の高い半貴金属を詳細に比較して記述するようになった。例えば、1774年にアブラハム・ゴットロープ・ウェルナーは著書Von den äusserlichen Kennzeichen der Fossilien（『鉱物の外部の特徴について』）を発表し、外部特性に基づいて特定の鉱物を識別する細かいシステムを提示したことでウェルナーは広く認識されるようになった。採掘のための効率的で生産性の高い土地を特定し、半貴金属を見つけることができれば、より多くのお金を得ることができた。このような経済的利得の追求により、地質学が脚光を浴び、追求する人気ある科目となった。地質学を研究する人の数が増えたことで、より細かい観察が可能になり、地球に関する情報も増えた。
また、18世紀には地球の歴史の面、すなわち、宗教的な概念と事実の証拠との間の乖離が再び社会の中で議論されるようになった。1749年、フランスの博物学者ジョルジュ＝ルイ・ルクレール・ド・ビュフォンが『博物誌』を発表し、その中でホイストンや地球の歴史の教会論者により与えられた聖書的説明を攻撃した。彼は冷却球を使った実験から、地球の年齢は聖書から推論される4,000年や5,500年ではなく7万5000年であるとした。神も聖書も参照せず地球の歴史を記述したもう1人の人物は哲学者のイマヌエル・カントであり、1755年に『天界の一般的自然史と理論』(Allgemeine Naturgeschichte und Theorie des Himmels)を発表した。これらの尊敬される人や他の人の著作から、18世紀半ばまでに地球の年齢を問うこと許容されるようになった。この問いは地球の研究の転換点となった。このとき、宗教的な先入観なしに科学的な視点から地球の歴史を研究することが可能になった。
科学的な方法を地球の歴史の研究に適用することで、地質学は独立した科学の一分野となりうる。初めに何が地質学を構成するのか、その用語と定義を考える必要があった。"geology"という語が最初に技術的に使われたのは2人のジュネーブの博物学者 Jean-André Delucとオラス＝ベネディクト・ド・ソシュールによる出版物であったが、"geology"はドゥニ・ディドロにより1751年に初めて出版された非常に影響力のある大事典である『百科全書』で取り上げられるまで、あまり受け入れられていなかった。この用語が地球とその歴史の研究を意味するものと確立されると、地質学は教育機関で研究分野として教えることができる独立の科学として徐々に一般的に認知されるようになった。1741年、博物学の分野で最も有名な機関であるフランスの国立自然史博物館が地質学に特化した最初の指導職を創設した。このことは、科学としての地質学の知識をさらに促進し、このような知識を広く普及させることの価値を認識する上で重要な一歩であった。
1770年代になると、化学が地質学の理論的基礎で重要な役割をするようになり、2つの相反する理論が登場した。これらの対照的な理論は地表の岩石層の形成方法について異なる説明をしていた。1つは聖書の大洪水のような液体の氾濫が全ての地層を形成したとする説である。この理論は17世紀から発展してきた化学的な説を拡張させたもので、スコットランドのジョン・ウォーカー、スウェーデンのJohan Gottschalk Wallerius、ドイツのアブラハム・ゴットロープ・ウェルナーなどにより提唱された。これらの人物の中ではウェルナーの考えが1800年ごろに国際的な影響力を持つようになった。彼は玄武岩や花崗岩を含む地球の層は、地球全体を覆う海からの沈殿物として形成されたものであると主張した。ウェルナーのシステムは影響力があり、この理論を受け入れた人々はDiluvianistや水成論者(Neptunist)として知られた。水成論者の主張は18世紀後半に（特に化学的な教育を受けた人々に）最も人気があった。しかし、別の主張が1780年代から徐々に認められ始めた。ビュフォンのような18世紀半ばの博物学者の何人かは、地層が水ではなく熱（もしくは火）を介して形成されたと主張した。この主張は1780年代にスコットランドの博物学者ジェームズ・ハットンにより修正・拡大された。彼は代わりの熱に基づく理論を提案し、水成論に対抗した。19世紀初頭にこの主張に賛成した人々は、この考えを火成論と呼んだ。この理論は、地球の形成はゆっくりとした速度で溶解した塊が徐々に固まったことで行われ、これは歴史を通して同じ過程であり現在も続いているというものである。これにより地球は測り知れないほど古くからあり、聖書から推測される年表の範囲内では説明できないという結論に達した。火成論者は、火山の過程が岩石形成の主な原因であり、大洪水の水ではないと考えていた。

## 19世紀

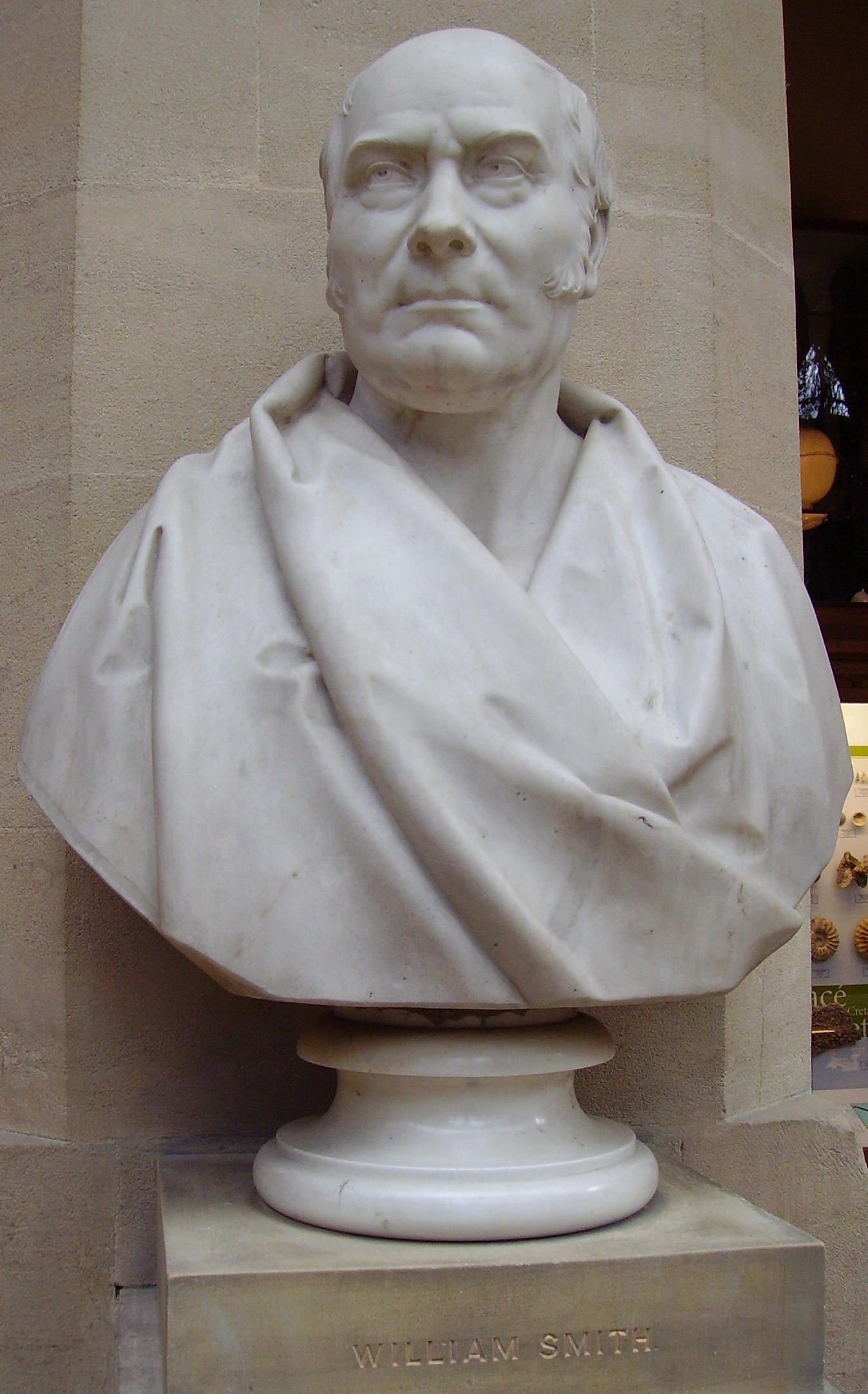
オックスフォード大学自然史博物館にあるウィリアム・スミスの胸像

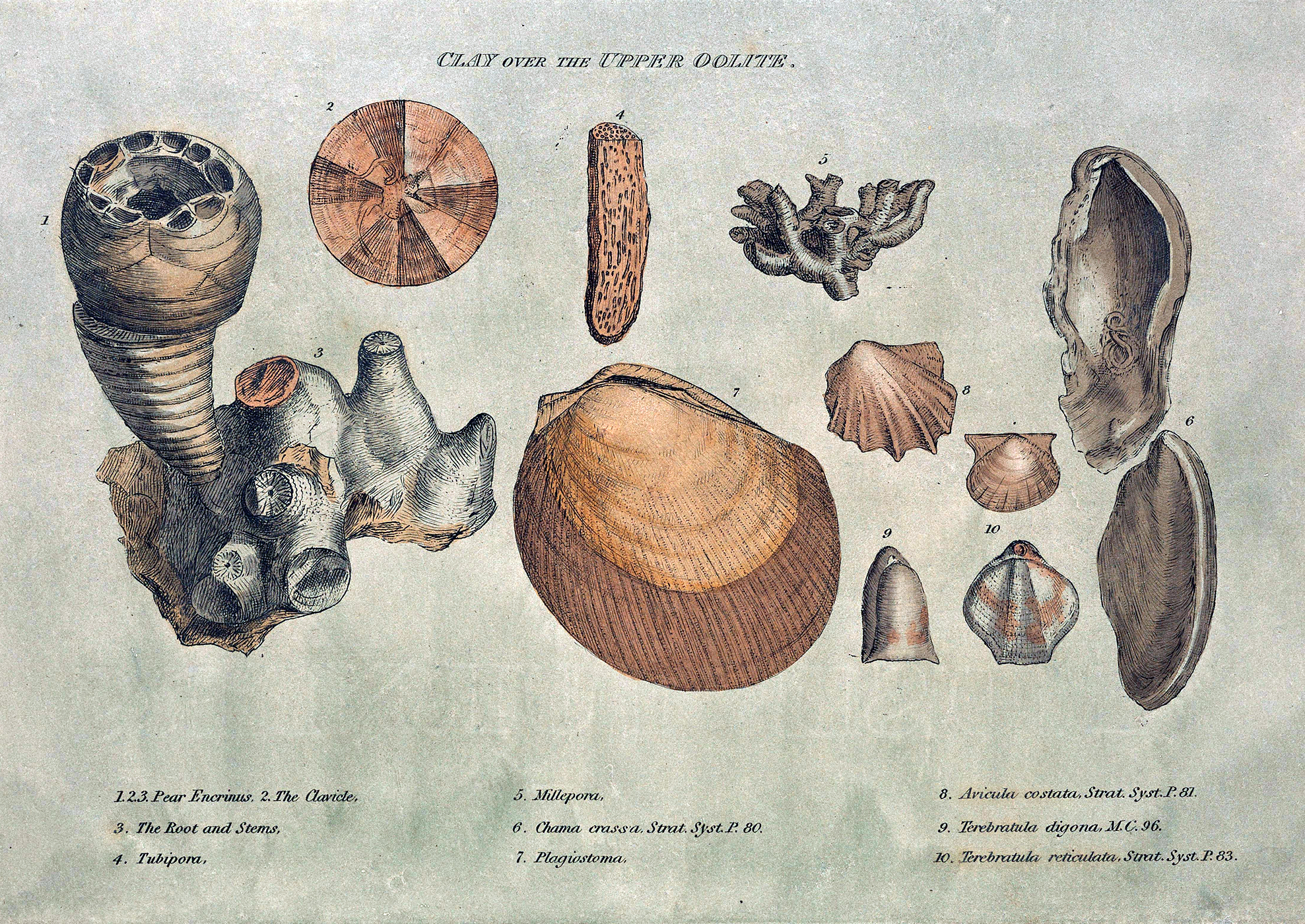
ウィリアム・スミスの化石による地層の識別に関する1815年のモノグラフからの版画

19世紀初頭には鉱業と産業革命により地質柱状図（時間的に形成された順序に従って配列された岩石層の列）が急速に発展した。イングランドでは1790年代から鉱山測量家のウィリアム・スミスが、運河システムの工事で国中を移動し、イギリスの最初の地質図を作成したとき、化石が景観で似た地層を区別する非常に効果的な手段であると経験的に発見した。ほぼ同じころ、フランスの比較解剖学者ジョルジュ・キュヴィエはパリ鉱山大学の同僚アレクサンドル・ブロンニャールの協力を得て、化石の相対的年代が地質学的観点（化石がどの層にあるのかおよびその層が地表からどのくらいの距離にあるのか）から決定できることに気づいた。ブロンニャールとキュヴィエは、発見を統合することで化石の内容により異なる地層を識別し、それによりそれぞれの地層が列の中で特有の位置に配列されていることに気づいた。この概念を概説したキュヴィエとブロンニャールの著書"Description Geologiques des Environs de Paris"が1811年に発表された後、層序学が地質学者の間で非常に人気となり、多くがこの概念が地球のすべての岩石に適用できることを望んでいた。この世紀の間にさまざまな地質学者が地質柱状図をさらに洗練させ完成させた。例えば、1833年、アダム・セジウィックがカンブリア紀の岩石をマッピングし、チャールズ・ライエルが別のところで第三紀の細分化を提案した。その一方ロデリック・マーチソンは別の方向からウェールズにマッピングし、セジウィックのカンブリア紀の上部と自身のシルル紀の下部を割り当てた。地質柱状図は、これらの岩石を層序学的列の異なる位置に挿入して相対的年代を決める方法を提供したという理由で重要な意味を持つ。これにより地球の年齢を年代測定するためのグローバルなアプローチが生まれ、様々な国の地殻の構成に見られる類似性からさらなる相関関係を引き出すことが可能になった。

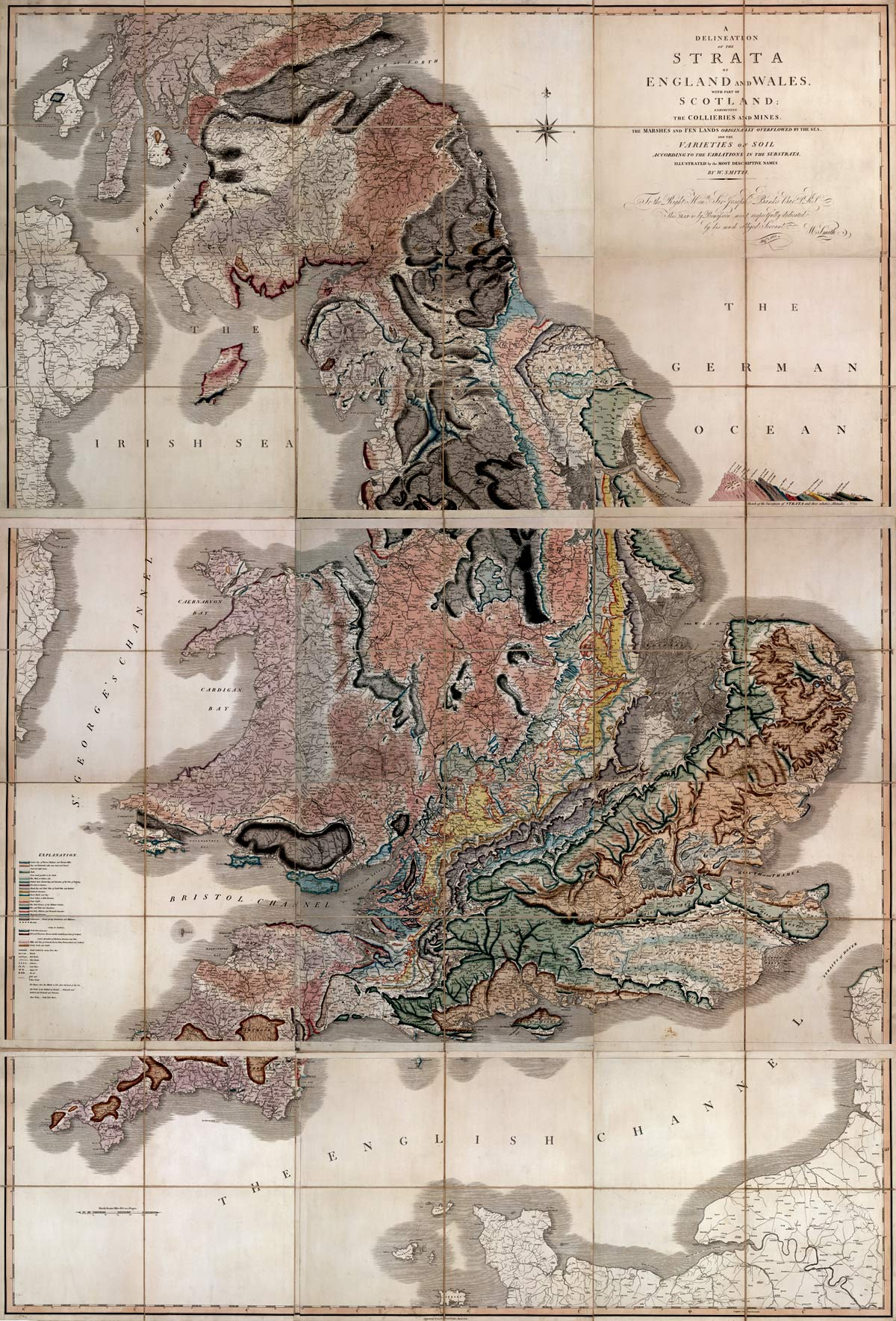
ウィリアム・スミスによるグレートブリテン島の地質図（1815年）

19世紀初頭のイギリスでは、天変地異説は地質学と聖書の大洪水に関する宗教的な伝統を調和させることを目的としていた。1820年代初頭、ウィリアム・バックランドとアダム・セジウィックなどイギリスの地質学者らは「洪積の」堆積物をノアの洪水の結果として解釈したが、10年の終わりまでに局地的な氾濫を支持する意見に修正した。チャールズ・ライエルは1830年に著書『地質学原理』の第1巻を発表し天変地異説に挑んだが、これは八トンの漸進主義の考えが正しいことを証明するためにイングランド、フランス、イタリア、スペインからの様々な地質学的証拠を提示したものであった。彼はほとんどの地質学的変化は人間の歴史の中で非常にゆるやかであったと主張した。ライエルは斉一説の証拠を提供した。斉一説とは、過程は現在でも過去と同じ速度で生じており、地球のすべての地質学的特徴を説明するという地質学の教義である。ライエルの著作は広く読まれていたため、斉一説の概念は地質学の世界で強く定着していた。
地層柱状図が完成したのと同時期の19世紀初頭から中期にかけて、帝国主義によりいくつかの国が帝国の拡大のために遠方の土地を探検するようになった。これにより博物学者はこれらの航海のデータを収集する機会を得た。1831年、HMSビーグルの沿岸調査遠征の責任者となったロバート・フィッツロイ艦長は、土地を調査し地質学的なアドバイスをするのに適した博物学者を探していた。これはチャールズ・ダーウィンになった。彼はちょうど学士号を取得したばかりで春に地質学のコースを受講したのち、2週間のウェールズの地図作成の遠征でセジウィックに同行していた。フィッツロイはダーウィンにライエルの『地質学原理』を渡し、ダーウィンはライエルの一番弟子となり、自身が見た地質学的過程について斉一的な原理に基づいて独創的な理論を立て、ライエルの考えのいくつかに挑んだ。彼は地球の隆起を説明するために地球が膨張していると推測し、陸地が隆起すると海域が沈んでいくという考えに基づきサンゴ環礁は火山島に沈んだサンゴ礁を縁取って成長したものであると理論化した。この考えはビーグル号がココス諸島を調査した際に確認され、1842年に『サンゴ礁の構造と分布』において理論が発表された。ダーウィンの巨大化石の発見は地質学者としての彼の名声を確立するのに役立ち、その絶滅の原因についての理論化は、1859年の著作『種の起源』で発表された自然淘汰による進化論につながった。
地質データの実用化という経済的な動機により、政府が地質調査を支援するようになった。19世紀にはカナダ、オーストラリア、イギリス、アメリカなどの政府が地質調査に資金を提供し、国の広大な地域の地質図が作成された。地質調査は有用な鉱物の位置を提供し、その情報はその国の鉱業に利益をもたらすことがあった。政府による地質学研究への資金提供により、多くの人がより優れた技術で地質学を研究できるようになり、地質学の分野の拡大につながった。
19世紀には地球の年齢は数百万年単位で見積もられていたが、20世紀初頭に放射性同位体が発見され、放射年代測定が開発された。1911年、アーサー・ホームズがセイロンからのサンプルを年代を鉛同位体を用いて16億年とした。1921年、British Association for the Advancement of Scienceの年次会議の出席者は地球の年齢は数十億年であり、放射年代測定は信頼できるという大まかなコンセンサスを得た。ホームズは、1927年にThe Age of the Earth, an Introduction to Geological Ideasを発表し、この中で地球の年齢を16億年から30億年の範囲とした。その後の年代測定では地球の年齢はおよそ45億5千万年とされている。科学的根拠に基づかず地球の年齢を確立した説は、もはや受け入れられなくなった。

## 20世紀

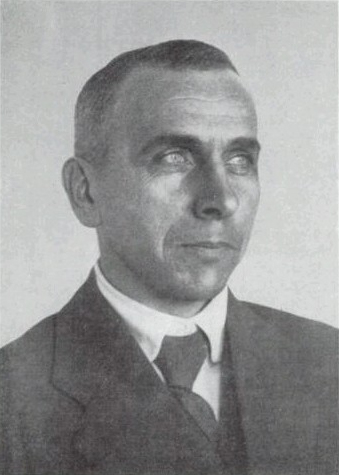
アルフレート・ヴェーゲナー（1925年ごろ）

1862年、物理学者ウィリアム・トムソン（初代ケルヴィン男爵）は、地球の年齢を2000万年から4億年の間に固定するという計算を発表した。これは地球が完全に溶解した物体として形成されたと仮定し、地表近くが現在の温度まで冷えるまでにどのくらいの時間がかかるかを決定した。放射性崩壊が発見されたことで地球の年齢はさらに押し戻された。アーサー・ホームズは地質年代学の先駆者である。1913年、ホームズはインペリアル・カレッジ・ロンドンのスタッフであり、有名な著書『地球の年齢』を出版した。その中で地質学的堆積や地球の冷却に基づく方法ではなく、放射年代測定法を用いることを強く主張した（多くの人々は依然としてケルビン卿の1億年未満という計算に固執していた）。ホームズは最も古い始生代の岩石を16億年と推定していたが、地球の年齢については推定していなかった。この時までに同位体の発見が計算を複雑にしていたため、それ以降の数年間はこれらの問題に取り組んでいた。以降数十年にわたる理論の推進により、彼は現代地質年代学の父の愛称を持つ。1927年までにこの数字を30億年に、1940年代にはAlfred O. C. Nierにより確立されたウラン同位体の相対的存在量の測定に基づき45±1億年に修正した。この一般的な方法は同年1946年に発表したFritz HoutermansにちなみHolmes-Houtermanモデルと呼ばれている。確立された地球の年齢はこれ以降洗練されてきたが、大きな変化はない。
1912年、アルフレート・ヴェーゲナーが大陸移動説を提唱した。この説はいくつかの大陸の形状と海岸線の地質が一致していることが、かつて大陸が結合しており、パンゲア（その後、分離して海底の上を筏のように漂い現在の位置に到達した）として知られる単一の大陸を形成していたことを示していると言っている。さらに、大陸移動説は山の形成についての説明（プレートテクトニクス）を可能にした。
不運にもヴェーゲナーはこの移動に対して説得力のあるメカニズムを提供せず、彼の考えは生前には一般的に受け入れられなかった。アーサー・ホームズはヴェーゲナーの説を受け入れ、大陸の移動を引き起こすマントル対流というメカニズムを提供した。しかし、大陸移動説を支持する新たな証拠が蓄積され始めたのは第二次世界大戦後のことであった。大陸移動説が少人数から信じられていたものから現代の地質学の礎石となるまで発展する非常に刺激的な20年があった。1947年の研究で海底に関する新たな証拠が発見され、1960年にブルース・C・ヘーゼンが大洋中央海嶺の概念を発表した。このあとすぐにロバート・シンクレア・ディーツとハリー・ハモンド・ヘスが海洋地殻は海洋底拡大説において海底が大洋中央海嶺に沿って広がっていくように形成されると提案した。これはマントル対流を確認したものと考えられ、大陸移動説の大きな障害となっていたものが取り除かれた。地球物理学的証拠は大陸の横移動や海洋地殻が大陸地殻よりも若いことを示した。この地球物理学的証拠は古地磁気学（磁性鉱物に記録された地球の磁場の向きの記録）の仮説も刺激した。イギリスの地球物理学者S. K. Runcornは、大陸が地球の磁極に対して相対的に移動していたことを発見し、古地磁気学の概念を提唱した。海底拡大仮説と大陸移動説を当初から提唱していたツゾー・ウィルソンはこのモデルにトランスフォーム断層の概念を加え、地球上でプレートの移動を機能させるために必要な断層のクラスを完成させた。1965年にロンドン王立協会で行われた大陸移動に関するシンポジウムは、科学界によりプレートテクトニクスが公式に受け入れられた最初のものであると考えられている。このシンポジウムのアブストラクトはBlacket, Bullard, Runcorn;1965として発行されている。このシンポジウムでは、エドワード・ブラードとその共同研究者がコンピュータ計算機を用いて大西洋の両側の大陸がどのようにして海を閉じて合わさるのが最適かを示した（これは"Bullard's Fit"として知られるようになる）。1960年代後半までには、得られる証拠の重みから、大陸移動説が一般的に受け入れられた。

## 現代の地質学
ユージン・シューメーカーは、月のクレーターの分布に完全な層序学的原理を適用することで、ほぼ一夜にして月の研究を月の天文学者から奪い月の地質学者に与えた。
近年、地質学は地球の特徴や起源、表面の特徴や内部構造の研究としてその伝統を引き継いでいる。20世紀後半になり替わったことは地質学研究の見方である。地質学は大気、生物圏、水圏など地球をより広い文脈で考え、より統合的なアプローチで研究されるようになった。宇宙空間に位置し、地球を広範囲に撮影する衛星はこのような見方を提供してくれる。1972年、NASAとアメリカ地質調査所が共同で管理する一連の衛星ミッションであるランドサット計画が地質学的に分析できる衛星画像の提供を始めた。これらの画像は主要な地質単位のマッピング、広大な地域の岩石種の認識と関連付け、プレートテクトニクスの動きの追跡のために使うことができる。このデータのいくつかの用途には、地質学的に細かい地図を作成する能力、自然エネルギーの供給源を特定する能力、プレートシフトにより起こる可能性のある自然災害を予測する能力などがある。

## 関連文献
- Bowler, Peter J. (2000). The earth encompassed : a history of the environmental sciences (1st Amer. ed.). New York: Norton. ISBN 978-0-393-32080-0
- Burek, C.V.; Higgs, B., eds (2007). The Role of Women in the History of Geology:  Special Publication no 281. London, England: Geological Society of London. ISBN 978-1862392274
- Frank, Adams Dawson (1938). The Birth and Development of the Geological Sciences. Baltimore: The Williams & Wilkins Company
- Gohau, Gabriel (1990). A history of geology. Revised and translated by Albert V. Carozzi and Marguerite Carozzi. New Brunswick: Rutgers University Press. ISBN 978-0-8135-1666-0
- Jardine, N.; Secord, J. A.; Spary, E. C., eds (1996). Cultures of natural history (Reprinted ed.). Cambridge, England: Cambridge University Press. ISBN 978-0-521-55894-5
- Kooijmans, Luuc (2004) (Dutch). De doodskunstenaar — de anatomische lessen van Frederik Ruysch. Amsterdam: Bert Bakker. ISBN 978-90-351-2673-2 2012年1月10日閲覧。
- Leddra, Michael (2010). Time matters : geology's legacy to scientific thought. Chichester: Wiley. ISBN 978-1-4051-9908-7
- Woods, Thomas E. (2005). How the Catholic Church built Western civilization. Washington, D.C.: Regnery Publ.. ISBN 0-89526-038-7
- Wyse Jackson, Patrick N., ed (2007). Four centuries of geological travel : the search for knowledge on foot, bicycle, sledge and camel. London: The Geological Society. ISBN 978-1-86239-234-2
- O'Hara, Kieran D. (2018). A Brief History  of Geology. Cambridge, England: Cambridge University Press